# Coppa del Portogallo (pallamano maschile)
La Taça de Portugal è la coppa nazionale portoghese di pallamano maschile; è organizzata dalla Federação de Andebol de Portugal, la federazione portoghese di pallamano.

La prima stagione si disputò nel 1971; dall'origine a tutto il 2022 si sono tenute 50 edizioni del torneo.

La squadra che vanta il maggior numero di coppe vinte è il Sporting Lisbona, con 19 titoli, che è anche l'attuale squadra campione in carica.

## Albo d'oro
| Edizione | Vincitore   |
| -------- | ----------- |
| 1971-72  | Sporting CP |
| 1972-73  | Sporting CP |
| 1973-74  | Belenenses  |
| 1974-75  | Sporting CP |
| 1975-76  | Porto       |
| 1976-77  | Porto       |
| 1977-78  | Belenenses  |
| 1978-79  | Porto       |
| 1979-80  | Porto       |
| 1980-81  | Sporting CP |
| 1981-82  | Belenenses  |
| 1982-83  | Sporting CP |
| 1983-84  | Belenenses  |
| 1984-85  | Benfica     |
| 1985-86  | Benfica     |
| 1986-87  | Benfica     |
| 1987-88  | Sporting CP |
| 1989-89  | Sporting CP |
| 1989-90  | Braga       |
| 1990-91  | Braga       |
| 1991-92  | Braga       |
| 1992-93  | Braga       |
| 1993-94  | Porto       |
| 1994-95  | Braga       |
| 1995-96  | Braga       |
| 1996-97  | Braga       |

| Edizione | Vincitore     |
| -------- | ------------- |
| 1997-98  | Sporting CP   |
| 1998-99  | Madeira       |
| 1999-00  | Braga         |
| 2000-01  | Sporting CP   |
| 2001-02  | Águas Santas  |
| 2002-03  | Sporting CP   |
| 2003-04  | Sporting CP   |
| 2004-05  | Sporting CP   |
| 2005-06  | Porto         |
| 2006-07  | Porto         |
| 2007-08  | Braga         |
| 2008-09  | Braga         |
| 2009-10  | Xico          |
| 2010-11  | Benfica       |
| 2011-12  | Sporting CP   |
| 2012-13  | Sporting CP   |
| 2013-14  | Sporting CP   |
| 2014-15  | Braga         |
| 2015-16  | Benfica       |
| 2016-17  | Braga         |
| 2017-18  | Benfica       |
| 2018-19  | Porto         |
| 2019-20  | non assegnata |
| 2020-21  | Porto         |
| 2021-22  | Sporting CP   |

| Edizione | Vincitore   |
| -------- | ----------- |
| 2022-23  | Sporting CP |
| 2023-24  | Sporting CP |
| 2024-25  | Sporting CP |

## Riepilogo vittorie per club
| Numero | Club         | Anni |
| ------ | ------------ | --- |
| 19     | Sporting CP  | 1971-72, 1972-73, 1974-75, 1980-81, 1982-83, 1987-88, 1988-89, 1997-98, 2000-01, 2002-03, 2003-04, 2004-05, 2011-12, 2012-13, 2013-14, 2021-22, 2022-23, 2023-24, 2024-25 |
| 12     | Braga        | 1989-90, 1990-91, 1991-92, 1992-93, 1994-95, 1995-96, 1996-97, 1999-00, 2007-08, 2008-09, 2014-15, 2016-17                                                                |
| 9      | Porto        | 1975-76, 1976-77, 1978-79, 1979-80, 1993-94, 2005-06, 2006-07, 2018-19, 2020-21                                                                                           |
| 6      | Benfica      | 1984-85, 1985-86, 1986-87, 2010-11, 2015-16, 2017-18 |
| 4      | Belenenses   | 1973-74, 1977-78, 1981-82, 1983-84 |
| 1      | Xico         | 2009-10 |
| 1      | Águas Santas | 2001-02 |
| 1      | Madeira      | 1998-99 |